# Adam Morawski
Adam Morawski (Ciechanów, 17 de octubre de 1994) es un jugador de balonmano polaco que juega de portero en el MT Melsungen. Es internacional con la selección de balonmano de Polonia.
Su primer gran campeonato con la selección fue el Campeonato Mundial de Balonmano Masculino de 2017.

## Palmarés

### Wisla Plock
- Copa de Polonia de balonmano (1): 2022

## Clubes
| Club                    | País     | Año         |
| ----------------------- | -------- | ----------- |
| SMS Gdańsk              | Polonia  | 2010 - 2013 |
| Orlen Wisła Płock       | Polonia  | 2013 - 2022 |
| Pogoń Szczecin (cedido) | Polonia  | 2015 - 2016 |
| MT Melsungen            | Alemania | 2022 - Act. |